# 나코소역
나코소역(일본어: 勿来駅)은 일본 후쿠시마현 이와키시에 있는 동일본 여객철도의 철도역이다. 조반선에 소속된 역들 중, 후쿠시마현에서 가장 남쪽에 있는 역이다.

## 역 구조
단식 1면 1선 승강장과 섬식 1면 2선 승강장을 가진 지상역이다. 이 중 선로 하나에는 승강장이 없다. 2012년 4월 1일부터 역 영업을 JR 미토 철도 서비스가 대신 하고 있다.
스이카 및 제휴 교통카드의 사용이 가능하다.

### 승강장
| 1 | ■ 조반선 | 히타치 · 미토 방면   |
| 2 | ■ 조반선 | 이와키 · 히로노 방면 |

## 역세권 정보
- 나코소노세키 유적지[2]
- 나코소 해수욕장
- 국도 제6호선
- 국도 제289호선
- 조반 자동차도 이와키나코소 나들목 - 지도상 약 4.7 km 떨어져 있다.

## 역사
- 1897년 2월 25일 ― 닛폰 철도의 역으로 개업했다.
- 1906년 11월 1일 ― 국유화에 따라 일본국유철도의 소속이 되었다.
- 1987년 4월 1일 ― 민영화에 따라 동일본 여객철도의 소속이 되었다.

## 인접역
| 동일본 여객철도 조반선 | 동일본 여객철도 조반선 | 동일본 여객철도 조반선 |
| ---------------------- | ---------------------- | ---------------------- |
| 오쓰코 미토 방면       | ■ 조반선               | 우에다 이와키 방면     |